# Doja Cat
Amala Ratna Zandile Dlamini, mer känd under artistnamnet Doja Cat, född 21 oktober 1995 i Los Angeles, är en amerikansk sångerska, rappare, låtskrivare och musikproducent. I januari 2020 släppte Doja Cat musiksingeln ”Say So” som placerade sig som etta på Billboardlistan.
Doja Cat är känd för att skapa musikvideor och låtar som uppnår popularitet på sociala medieapplikationer som TikTok och YouTube. Hon har nominerats till tre Grammy Awards och har vunnit två American Music Awards.
I juli 2020 meddelade hon att hon hade haft symtomatisk Covid-19 men att hon var fullt återställd.

## Diskografi[17]

### Studioalbum
| År   | Titel      |
| ---- | ---------- |
| 2018 | Amala      |
| 2019 | Hot Pink   |
| 2021 | Planet Her |
| 2023 | Scarlet    |

### EP
| År   | Titel  |
| ---- | ------ |
| 2014 | Purrr! |

### Singlar
| År   | Titel                       | Album/EP                                   |
| ---- | --------------------------- | ------------------------------------------ |
| 2014 | So High                     | Purrr!                                     |
| 2018 | Go To Town                  | Amala                                      |
| 2018 | Candy                       | Amala                                      |
| 2018 | Mooo!                       | Amala                                      |
| 2019 | Tia Tamera (med Rico Nasty) | Amala                                      |
| 2019 | Juicy (med Tyga)            | Hot Pink                                   |
| 2019 | Bottom Bitch                | Hot Pink                                   |
| 2019 | Rules                       | Hot Pink                                   |
| 2019 | Cyber Sex                   | Hot Pink                                   |
| 2020 | Say So                      | Hot Pink                                   |
| 2020 | Boss Bitch                  | Birds of Prey: The Album                   |
| 2020 | Like That (med Gucci Mane)  | Hot Pink                                   |
| 2021 | Streets                     | Hot Pink                                   |
| 2021 | Kiss Me More (med SZA)      | Planet Her                                 |
| 2021 | You Right (med The Weeknd)  | Planet Her                                 |
| 2021 | Need To Know                | Planet Her                                 |
| 2021 | Woman                       | Planet Her                                 |
| 2022 | Freaky Deaky (med Tyga)     | Planet Her                                 |
| 2022 | Get Into It (Yuh)           | Planet Her                                 |
| 2022 | Vegas                       | Elvis (Original Motion Picture Soundtrack) |
| 2023 | Attention                   | Scarlet                                    |
| 2023 | Paint The Town Red          | Scarlet                                    |
| 2023 | Demons                      | Scarlet                                    |
| 2023 | Balut                       | Scarlet                                    |
| 2023 | Agora Hills                 | Scarlet                                    |